# Epidamnosz
Epidamnosz (ógörög  Ἐπίδαμνος; latin Epidamnus, majd Dyrrachium, Dyrrhachium; bizánci Δυρράχιον / Dürrakhion; albán Epidamn vagy Dyrrah) ókori görög város Illíria, majd a római uralom alatt előbb Illyricum, később Epirus Nova provincia területén, az Adriai-tenger partján. Ma Albánia második legnépesebb városa, Durrës. Az ókori város romjait részben feltárták, ezek legjelentősebbike az i. sz. 2. században épült amfiteátrum.

## Története
A várost a Héraklész leszármazottjaként számon tartott korinthoszi Phaliosz alapította i. e. 627-ben. A település már századokkal korábban az illír taulant törzs lakhelye volt, amelyet a legenda szerint egy bizonyos Epidam alapított. Innen nevezték el a várost a korinthoszi gyarmatosítók Epidamnosznak. A korinthosziak azonban még csak nem is az első görögök voltak ezen a helyen: Phaliosz városalapításakor már nagy számban éltek itt kerkürai telepesek, akiket a liburnok támadásainak kitett taulantok hívtak be. A korinthoszi gyarmatváros a mai Durrësi-öböl északi partján húzódó félsziget déli oldalán épült fel. A félsziget biztosította az itt létrehozott kikötő természetes védelmét, amelynek jelentőségét csak növelte, hogy az Adria délkeleti medencéjének tagolatlan, jobbára mocsaras partjai kikötők létesítésére nagyrészt alkalmatlanok voltak.
Az így alapított görög gyarmatvárosban, Epidamnoszban a korábbi illír és szórványos dór lakosság az újonnan érkezett, gyarmatosító dórokkal együtt élt tovább, és kikötőjének köszönhetően prosperáló kereskedővárossá lett. Az i. e. 6. században – több más gyarmatvároshoz hasonlóan – az epidamnosziaknak már saját, fogadalmi emlékeket őrző kincsesházuk volt Olümpia városában. A város társadalma patriarchális berendezkedésű volt, lakóinak egy része nem rendelkezett polgárjoggal sem. Thuküdidész krónikája alapján az i. e. 5. században a korinthoszi demokraták és a kerkürai arisztokraták küzdöttek egymással az Epidamnosz feletti hatalomért, s i. e. 435-ben az arisztokraták oldalán álló illír törzsek ostromolták meg Epidamnoszt (epidamnoszi háború). A viszálykodás nagyban hozzájárult a második peloponnészoszi háború kitöréséhez, amelynek során a korinthosziak és az immár Athén által támogatott kerküraiak között Apollónia és Epidamnosz birtoklásáért, ezen keresztül a jón- és adriai-tengeri kereskedelmi hajóutak ellenőrzéséért folyt a harc.
Az ezt követő hellenisztikus korszak története mozaikos. Gazdaságilag virágzott a település, saját ezüstsztatért veretett már az i. e. 4. századtól, pénzük a Duna mentéig is eljutott. Egyes források szerint Glaukiasz illír király i. e. 312-ben, kevéssel később pedig Pürrhosz hódította meg a várost. I. e. 229-ben Teuta illír királyné flottája kétszer is ostrom alá vette Epidamnoszt, de nem tudta bevenni a várost. A Római Birodalom az i. e. 228-ban lezáruló, Teuta ellen vívott első római–illír háborúban legyőzte az illíreket. Ennek egyik következményeként az akkor 40 ezres lakosú Epidamnosz római protektorátus alá került. Az utolsó illír uralkodó, Genthiosz legyőzésekor, i. e. 146-ban indult meg a terület római gyarmatosítása, s Apollónia mellett itt jelölték ki a rómaiak által építendő hadi és kereskedelmi út, a Via Egnatia egyik nyugati végpontját is. A város függetlenségét még megőrizte: Cicero az i. e. 1. században is szabad városként (civitas libera) említette.
I. e. 48-ban a város és környéke fontos szerepet játszott a Iulius Caesar és Pompeius közötti nagy polgárháborúban. Iulius Caesar i. e. 48 januárjában Itáliából átkelve elfoglalta Oricumot, majd seregével északra indult, hogy a Dyrrachiumtól délre állomásozó Pompeiusszal megütközzön. A város keleti–délkeleti térségében hosszabb szakaszokon erődített falakat húzott, hogy elvágja Pompeiust a hátországtól, ezzel a víz- és élelmiszer-utánpótlástól. Ezzel egy különös, hónapokig tartó hadviselés vette kezdetét, amelynek során az egymással szemben álló felek Dyrrachium és Petra (ma Kavaja) között újabb és újabb föld- és kőfalakat, tornyokat húztak egymással szemben az ily módon megmerevedett fronton. Végül Pompeius i. e. 48 augusztusában áttörte Caesar falait, hogy seregével Thesszáliába vonuljon, de az ütközetet nem tudta elkerülni és a pharszaloszi csatában vereséget szenvedett.
Kevéssel később a város elveszítette függetlenségét, amikor i. e. 42-ben Marcus Antonius római gyarmattá nyilvánította Colonia Iulia Augusta Dyrrachinorum, vagy röviden Dyrrachium néven. I. e. 30-ban Octavius, a későbbi Augustus császár a győzedelmes actiumi csata után római legionáriusokat telepített le és nagyarányú fejlesztésekbe kezdett a városban. Catullus már korábban is az Adria éléskamrájaként (Adriae taberna), Cicero pedig csodálatos városként (admirabilis urbs) utalt Dyrrachiumra, amely a polgárháborúk lezárultával ismét virágzásnak indulhatott. A későbbi évszázadokban, Traianus és Hadrianus uralkodása alatt tovább épült a város, a fennmaradt építészeti emlékek legtöbbje erre az időszakra, az i. sz. 2. századra datálható (amfiteátrum, akvadukt, thermák stb.).
A késő római korszakban, a 4. században Dyrrachium Epirus Nova provincia székhelye lett, s ugyanebben az időszakban építettek a várostól északra egy másik kikötőt Porto Romano néven. Dyrrachium, illetve késő ókori bizánci nevén Dürrakhión – bővülő kikötői kapacitásának és a Via Egnatiának köszönhetően – tovább virágzott, de fejlődését megakasztotta egy 348-ban bekövetkezett földrengés. A város szülötte, I. Anastasius újjáépíttette a városfalakat és tovább fejlesztette a várost, amely 449-ben érseki székhely is lett.
Története és lakossága az ókor lezárultával is kontinuus maradt: az egykori Epidamnosz a mai Albánia területének egyik legjelentősebb, folyamatosan lakott települése (bővebben a város további történetéről: Durrës története).

## Régészeti leírása
A klasszikus hellenisztikus korszakból kevés építészeti emlék maradt fenn. Hozzávetőlegesen ismert a korabeli városfal nyomvonala, melynek egy rövid szakasza (a Zogu-villa közelében) ma is látható. A régészeti ásatások feltártak az utcahálózat egy részét, több, már a klasszikus korban is használt nekropoliszt, továbbá ismert néhány i. e. 6. századi templom és szentély alapja. A városfaltöredék kivételével az említett helyszíneket visszatakarták, a napvilágra került leleteket pedig a Durrësi Régészeti Múzeumban tekintheti meg a nagyközönség.
Noha rendszeres ásatásokra nem került sor, a várostól délre ismertek a Caesar és Pompeius közötti polgárháború erődített falainak alapjai. Dyrrachium i. e. 1. század és i. sz. 2. század közötti, római uralom alatti virágzása idejéből több építészeti emlék ismert. Így például a két ütemben épült római kori városfal néhány szakasza, több therma (közfürdő), egy Artemisz-szentély maradványai, de ezeket a romokat az ásatások végeztével visszatakarták. A korabeli város pontos kiterjedése nem ismert, lévén, hogy teljes hosszában nem tárták fel a városfal nyomvonalát. Ugyanakkor az ásatások során több, a kor szokásainak megfelelően a feltehetően a városfalon kívüli nekropoliszt sikerült beazonosítani, így Dyrrachium hozzávetőlegesen a mai Durrës szűkebb belvárosában, mintegy 50 hektáron terülhetett el. Az akvadukt ugyancsak Hadrianus uralkodása idején, az i. sz. 2. század elején épült, majd a 3. század első harmadában, Severus Alexander uralkodásakor felújították. A feltárások alapján a közeli Erzen (korabeli nevén Ardaxanus) folyó vizét mintegy 15 kilométeres távolságból, északkeleti irányból vezették a városba előbb alagúton, majd a város közelében már az akvadukt csatornáin. Maradványai nem láthatóak, csupán a városi csatornahálózat egy szakaszát állították ki a Durrësi Régészeti Múzeum udvarán.
Az i. sz. 2. századból származó és ma is látható legjelentősebb emlék az amfiteátrum, amely 2004 óta szerepel Albánia világörökségi javaslati listáján. A Balkán területéről ismert legnagyobb területű római kori amfiteátrum, mintegy 15 ezer néző befogadására volt alkalmas, elliptikus alapjának leghosszabb átmérője közel 130 méter. A régészeti ásatások során feltárták és konzerválták a nézőtér nyugati oldalát, valamint az alatta húzódó lépcsők és alagutak egy részét. A Római Birodalom összeomlásával ókeresztények vették birtokba az egykori amfiteátrumot, s ebből a korból maradt ránk az amfiteátrum alagsorában egy 5. századi kápolna, valamint annak 6. századi fali mozaikja és keresztelőmedencéje.

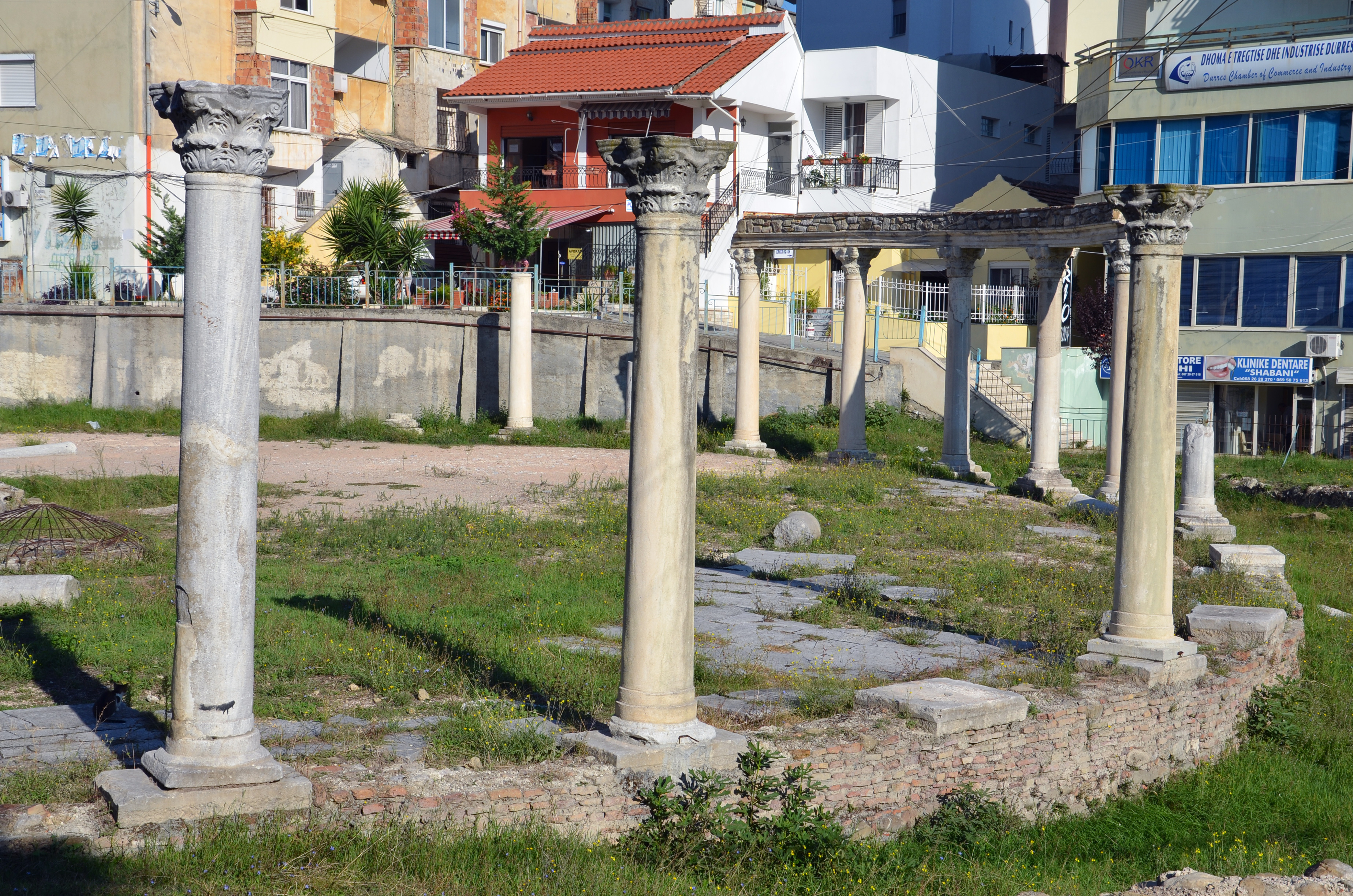
A római forum romjai

Az i. e. 5. században, az I. Anastasius-féle városrendezés tanúi a mai belvárosban részlegesen feltárt forum maradványai (a blokkházak között látható). A negyven korinthoszi oszloppal határolt, kör alaprajzú, márvánnyal kövezett forum átmérője mintegy 40 méter. A tér közepén feltárták egy lépcsős emelvény maradványait, amely vélhetően egy emlék- vagy diadaloszlop talapzata lehetett, más feltételezések szerint ez jelölhette a Via Egnatia kiindulópontját. A közelben ugyancsak feltárták több üzlet és műhely (taberna) maradványait, amelyek körkörösen helyezkedtek el, és valamennyi épület a forumra nézett. Ez alapján egyes szakértők arra következtetnek, hogy a tér valójában nem csupán forum, hanem piaccsarnok (macella) is lehetett (ilyen többfunkciójú térhasználatra ismert példa más korabeli késő római kori városokból is). Ugyancsak a közelben tárták fel több kisebb közfürdő (therma) alapjait, amelyek valószínűleg korábbi építésűek, feltehetően az i. sz. 2. századból származnak.
Az amfiteátrum mellett az ókori Epidamnosz két legjelentősebb régészeti lelete múzeumban látható, mindkettő a római uralom előtti korszak emléke. A város közelében feltárt szentélyből származik terrakottafigurák monumentális együttese, amelynek egy részét a Durrësi Régészeti Múzeumban állították ki. Az 1970–1971-ben végzett ásatások során mintegy 10 ezer kis szobor került elő, amelyek együttes tömege meghaladja az 1800 kilogrammot. A feltételezések szerint Aphroditénak felajánlott fogadalmi ajándékokról van szó, amit alátámaszthat a leletanyagban az Aphrodité-szobrocskák kiemelkedő aránya, de más istennők alakjait (köztük Artemiszét) is beazonosították. Írott források csupán egy Artemisz-szentély meglétét igazolják Epidamnoszban. Ebből az újabb kutatások a korabeli népi vallásosság alapjainak bizonytalanságait vezetik le, azaz hogy a korabeli lakosság sem a szentélyek istenségeivel, sem az istennők attribútumaival nem volt feltétlenül tisztában. Az i. e. 4. századra datálható a szinte teljes egészében megmaradt, ovális alakú, 9 m²-es mozaik, amelyet a durrësi szépség (albánul bukuroshja e Durrësit) néven ismerünk. Az 1916-ban feltárt mozaik egy virág- és növénymotívumokkal övezett női fejet ábrázol, és eredetileg egy előkelő arisztokrataház padlóját díszítette. Ma a tiranai Nemzeti Történeti Múzeumban látogatható.